# Pôle interministériel de prospective et d'anticipation des mutations économiques
 (mai 2016).
Si vous disposez d'ouvrages ou d'articles de référence ou si vous connaissez des sites web de qualité traitant du thème abordé ici, merci de compléter l'article en donnant les références utiles à sa vérifiabilité et en les liant à la section « Notes et références ».
Le Pôle interministériel de prospective et d'anticipation des mutations économiques (Pipame) réunit une dizaine de départements ministériels et d’organismes publics afin de réaliser des études prospectives dont l’objectif est d’anticiper les grandes évolutions de certains secteurs clés de l’économie française : commerce, industrie, numérique, services, tourisme…
Il a été créé lors du Comité interministériel d'aménagement et de développement du territoire d’octobre 2005 et mis en place en 2006. 
Le secrétariat général du Pipame est assuré par la sous-direction de la prospective, des études et de l’évaluation économiques de la Direction générale des entreprises (DGE), qui coordonne, pilote et valorise les études réalisées.

## Composition
Au 1er avril 2017, le Pipame est composé de représentants des ministères et organismes publics suivants :
- ministère des Affaires étrangères et du Développement international ;
- ministère des Affaires sociales et de la Santé ;
- ministère de l’Agriculture, de l’Agroalimentaire et de la Forêt ;
- ministère de la Culture et de la Communication ;
- ministère de la Défense ;
- ministère de l’Économie, de l’Industrie et du Numérique ;
- ministère de l’Éducation nationale, de l’Enseignement supérieur et de la Recherche ;
- ministère de l’Environnement, de l’Énergie et de la Mer ;
- ministère du Travail, de l’Emploi, de la Formation professionnelle et du Dialogue social ;
- ministère de la Ville, de la Jeunesse et des Sports ;
- Commissariat général à l’Égalité des territoires ;
- France Stratégie ;
- Secrétariat général de la Défense et de la Sécurité nationale.

## Publications
Au 1er avril 2017, le Pipame a publié plus de quarante études sur des thématiques diverses. Ces dernières présentent des préconisations d’actions à court, moyen et long termes. Elles sont consultables sur le site internet de la Direction générale des entreprises.
Exemples d’études réalisées (liste non exhaustive)
- Mutations économiques dans le domaine de la chimie, février 2010
- M-tourisme, décembre 2011
- Pratiques de la logistique collaborative : Quelles opportunités pour les PME/ETI ?, mars 2011
- Dispositifs médicaux : Diagnostic et Potentialités de développement de la filière française dans la concurrence internationale, juin 2011
- Marché actuel des nouveaux produits issus du bois et Évolutions à échéance 2020, février 2012
- La Gestion des actifs immatériels dans les industries culturelles et créatives, mars 2012
- Le Développement industriel futur de la robotique personnelle et de service en France, juin 2012
- Enjeux économiques des métaux stratégiques pour les filières automobiles et aéronautiques, mars 2013
- Évolutions technologiques, mutations des services postaux et développement de services du futur, juillet 2013
- Relocalisation d’activités industrielles en France, décembre 2013
- Les Innovations technologiques, leviers de réduction du gaspillage dans le secteur agroalimentaire, novembre 2014
- Mutations économiques du secteur de l’industrie des métaux non ferreux, mars 2015
- Enjeux et Perspectives de la consommation collaborative, juillet 2015
- Usages novateurs de la voiture et Nouvelles Mobilités, janvier 2016
- E-santé : Faire émerger l’offre française en répondant aux besoins présents et futurs des acteurs de santé, février 2016
- Enjeux et Perspectives des filières industrielles de la valorisation énergétique du sous-sol profond, mars 2016
- Futur de la fabrication additive, janvier 2017
- Téléassistance et services associés : vers une nouvelle dynamique ?, février 2017

## Les Rendez-vous du Pipame
Depuis 2009, plusieurs études ont fait l’objet de restitutions publiques dans le cadre d’un cycle de séminaires appelé « Les Rendez-vous du Pipame » . Ces séminaires réunissent des experts, des professionnels et des acteurs du secteur public.